# 東京慈恵会医科大学附属柏病院
東京慈恵会医科大学附属柏病院 （とうきょうじけいかいいかだいがくふぞくかしわびょういん）は、千葉県柏市にある大学病院である。東京慈恵会医科大学の附属病院である。略称は、慈恵医大柏病院。救命救急センター、千葉県災害拠点病院、地域がん診療連携拠点病院である。病院の基本理念は、「『病気を診ずして病人を診よ』の教えに基づき、質の高い医療を実践し、医療人を育成することにより、社会に貢献し、患者さんや家族から信頼される病院をめざす」。

## 歴史
- 1987年4月　東京慈恵会医科大学附属柏病院として開院。
- 1993年4月　千葉県より救急基幹センターの指定。
- 2012年4月　救命救急センターの指定。

## 診療部門
- 総合診療部
- 救急部
- 消化器・肝臓内科
- 神経内科
- 腎臓・高血圧内科
- 循環器内科
- 糖尿病・代謝・内分泌内科
- リウマチ・膠原病内科
- 腫瘍・血液内科
- 呼吸器内科
- 小児科
- 皮膚科
- 外科（上部消化管外科、下部消化管外科、肝胆膵外科、呼吸器外科、乳腺・内分泌外科、血管外科、小児外科）
- 歯科
- 整形外科
- 脳神経外科
- 形成外科
- 心臓外科
- 産婦人科
- 泌尿器科
- 眼科
- 耳鼻咽喉科
- リハビリテーション科

## 特記事項
先進医療として、以下の医療を行っている。
- 頸椎椎間板ヘルニアに対するヤグレーザーによるCT透視下の経皮的椎間板減圧術（頸椎椎間板ヘルニア（画像診断上椎間板繊維輪の破綻していないヘルニアであって、神経根症が明らかであり保存治療に抵抗性のもの（後縦靱帯骨化症、脊椎管狭窄状態又は脊椎症状のあるものを除く。））に係るものに限る。）
- 超音波骨折治療法（四肢の骨折（治療のために手術中に行われるものを除く。）のうち、観血的手術を実施したもの（開放骨折又は粉砕骨折に係るものを除く。）に係るものに限る。）
- 早期胃がんに対する腹腔鏡下センチネルリンパ節検索

## その他
東京慈恵会医科大学の創設者である高木兼寛は、「脚気」の予防策として、白米に麦をいれる、「麦ごはん」を考案したことで知られ、病院に入院をすると、週1回程度、食事の際、「麦ごはん」が出される。

## 交通アクセス
- JR東日本常磐線北柏駅南口より阪東バス「慈恵医大柏病院」行・ 終点「慈恵医大柏病院」バス停下車
- JR東日本常磐線・東武野田線柏駅東口より阪東バス 「慈恵医大柏病院」行又は「ウェルネス柏」行にて「慈恵医大柏病院」バス停下車